# Martin Wood
Martin Wood je kanadský televizní režisér a producent, který začal svou režijní kariéru v polovině 90. let 20. století. Specializuje se na science fiction.
Režíroval celkem 46 epizod seriálu Hvězdná brána (1998–2006) a dalších 30 epizod jeho odvozeného seriálu Hvězdná brána: Atlantida (2004–2008). Režíroval také několik dílů v seriálech Silk Stalkings (1997–1998), Země: Poslední konflikt (2001–2002) Jeremiah (2003), Andromeda (2004–2005), Primeval: New World (2012–2013), dále minisérii Sanctuary (2007) a celkem 27 epizod v následném stejnojmenném seriálu (2008–2011, česky Svatyně).
Wood začal své herecké působení poprvé v epizodě Dvoustá jako postava režiséra seriálu Červí díra, parodické napodobeniny týmu SG-1. Objevuje se na mnoha Stargate DVD bonusech. Hraje také často komparz, v epizodách, které režíruje. Často pomáhá seržantu Silerovi jako opravář používající příliš velký hasák, který je v posádce terčem vtipů.